# Negundo
El negundo o auró de fulla de freixe (Acer negundo) és una espècie d'arbre del gènere dels aurons nadiu de l'Amèrica del Nord. S'utilitza molt en jardineria com a arbre d'alineació. Als espais naturals de Catalunya i a la península Ibèrica, com a altres llocs a Europa, el negundo és considerat com una espècie invasora amb un impacte negatiu sobre la biodiversitat i la qualitat del paisatge. Interfereix en la regeneració natural del bosc després d'una degradació. També pot rebre els noms d'arracader, auró, auró americà, auró negundo o erable negundo.

## Morfologia
En negundo és un arbre de mida mitjana que generalment creix molt de pressa i viu pocs anys. Arriba a 10-25 m d'alt, amb un diàmetre del tronc de 30-50 cm, rarament fins a un metre. Molt sovint presenta diversos troncs i fa una massa impenetrable. Al contrari que altres aurons, que presenten fulles simples palmades, el negundo les té generalment pinnades i compostes. No obstant sovint presenta polimorfisme foliar, i te fulles que marquen una tendència cap a la forma palmada. Les flors són menudes i apareixen en raïms a la primavera el fruit és una sàmara. Al contrari que altres aurons la sexualitat de la planta és dioica i es necessiten arbres mascles i femelles per tal de tenir llavors viables.

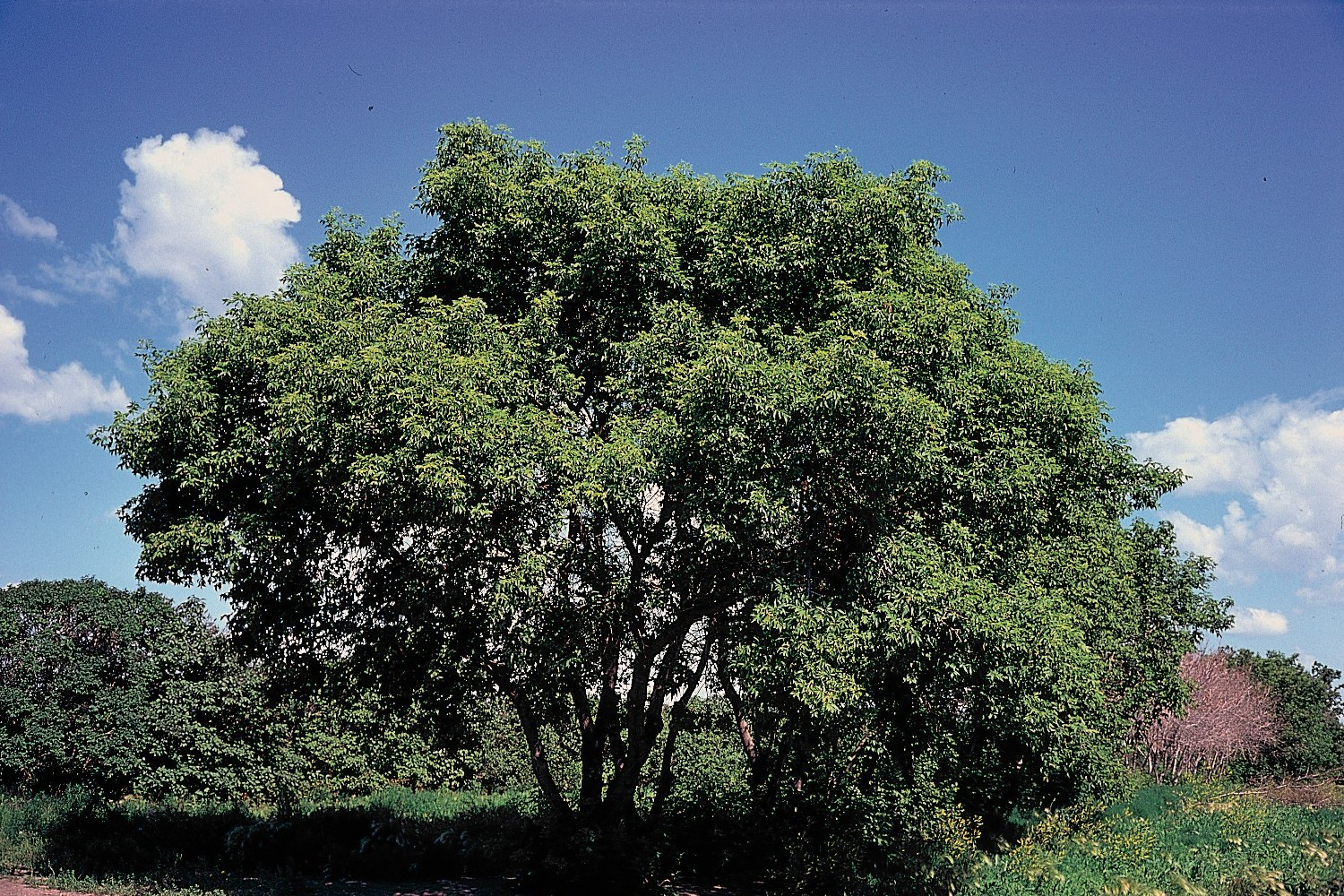
Port d'un exemplar adult
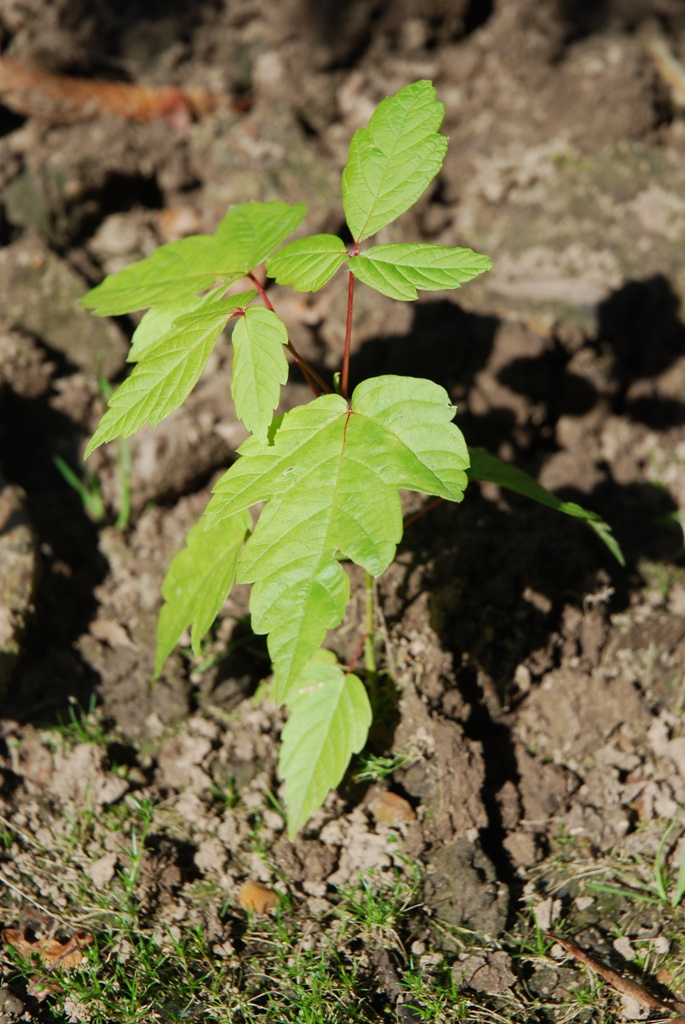
Plàntula
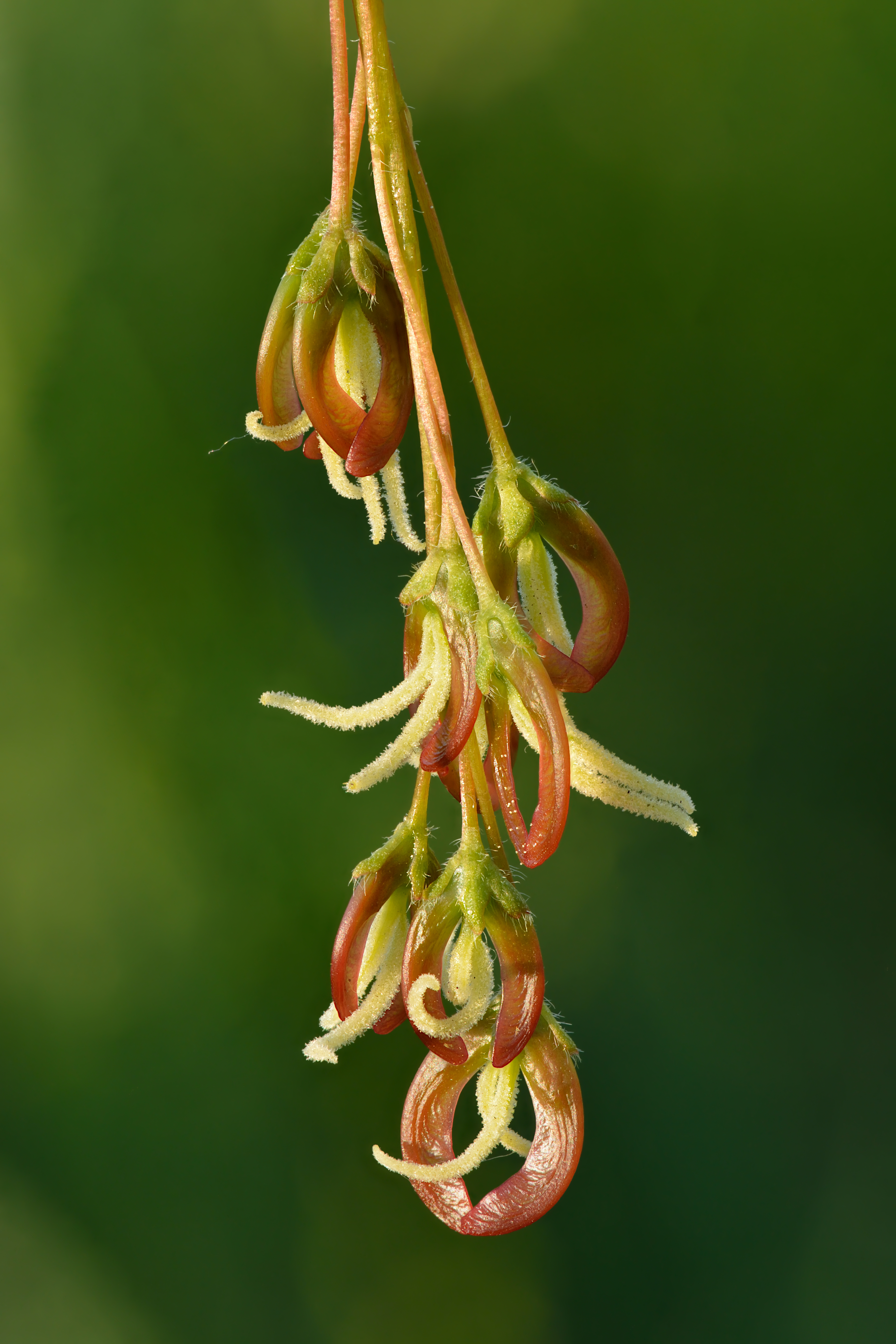
Inflorescència femenina
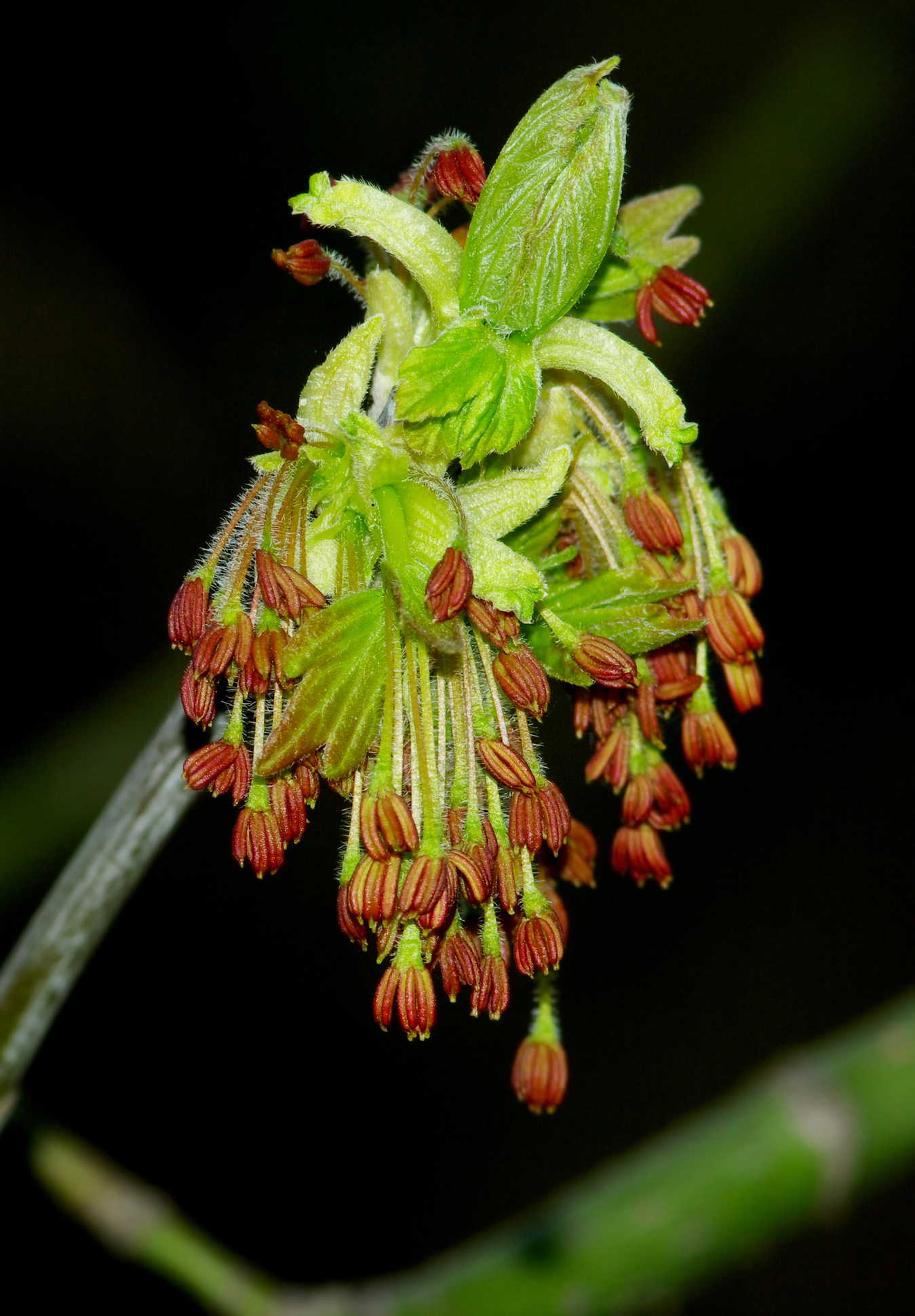
Inflorescència masculina

## Taxonomia
Subespècies
- A. negundo subsp. negundo la principal subespècie, creix des de la costa atlàntica a les muntanyes Rocoses.
- A. negundo subsp. interius de Saskatchewan a Nou Mèxic
- A. negundo subsp. californicum de Califòrnia a Arizona.

Cultivars
- 'Auratum'
- 'Aureomarginatum'
- 'Baron'
- 'Elegans'
- 'Flamingo'
- 'Variegatum'
- 'Violaceum'